# Ескендиров, Меир Гариполлаевич
Меир Гариполлаевич Ескендиров (каз. Мейір Ғариполлаұлы Ескендіров; род. 24 ноября 1972, Аксуат, Восточно-Казахстанская область) — казахстанский учёный историк-регионовед, доктор исторических наук, профессор, генеральный директор Национального Конгресса историков Казахстана, Ректор Университета Шакарима.

## Биография
Родился 24 ноября 1972 года в с. Аксуат, ныне Тарбагатайского района Восточно-Казахстанской области.
С 1995 года, после успешного окончания исторического факультета Семипалатинского педагогического института имени Шакарима по специальности «учитель истории и обществоведения, методист по воспитательной работе», работал в системе высшей школы. С расширением круга профессиональных обязанностей появилась необходимость в получении дополнительного высшего образования по специальностям «Юрист» и «Инженер-экономист».
За годы профессиональной деятельности в сфере образования и науки прошёл путь от помощника ректора и преподавателя до профессора и ректора университета.
Кандидатская диссертация «Восточный Казахстан в годы силовой модернизации (20-30-е гг.)», защищена в 2001 году. Защита докторской диссертации «Социальное и экономическое развитие Восточного Казахстана (вторая половина XIX — начало XXI века)» состоялась в 2006 году.
В 2013 году стал заместителем директора Многофункционального научно-аналитического и гуманитарно-просветительского государственного учреждения «Назарбаев центр».
Являясь Исполнительным директором Государственного учреждения «Библиотека Первого Президента Республики Казахстан — Лидера Нации», продолжал активно заниматься научной, учебно-методической и общественной работой. Ескендировым М. Г. подготовлены 1 доктор и 7 кандидатов исторических наук. Меир Ескендиров является автором более восьмидесяти научных и научно-методических работ. Избран академиком ряда Международных и Республиканских академий. Член редакционной коллегии энциклопедии «Шакарим», главный редактор международного научного журнала «Центр Евразии», автор электронного журнала «История Восточного Казахстана (региональная история)».

## Трудовая деятельность
| Месяц и год вступления — ухода | |
| 1995—1997                      | Преподаватель учреждения «Факультет довузовской подготовки»                                                                                    |
| 1997—2001                      | Помощник ректора Государственного университета «Семей», далее переименованного в Семипалатинский государственный университет им. Шакарима      |
| 2001—2004                      | Руководитель службы маркетинга и общего мониторинга подразделений Семипалатинского государственного университета им. Шакарима                  |
| 2004—2007                      | Проректор Семипалатинского государственного педагогического института                                                                          |
| 2007—2008                      | Проректор по социально-экономической работе Семипалатинского государственного педагогического института                                        |
| 2008                           | Первый проректор- проректор по учебной работе Семипалатинского Государственного Университета им. Шакарима                                      |
| 2008—2012                      | Ректор Семипалатинского государственного педагогического института                                                                             |
| 02.2012 — 11.2012              | Ректор Восточно-Казахстанского государственного университета им. С. Аманжолова                                                                 |
| 2013—2014                      | Заместитель директора Многофункционального научно-аналитического и гуманитарно-просветительского государственного учреждения «Назарбаев центр» |
| 2014—2015                      | Исполнительный директор ГУ "Библиотека Первого Президента — Лидера Нации                                                                       |
| 2015                           | Генеральный директор ТОО Управляющая компания «Қазмедиа орталығы»                                                                              |
| 2016—2020                      | Ректор Университета Шакарима |
| 06.2020-по 08.2022 г.г.        | Президент Швейцарской школы прикладных наук по экономике и менеджменту, Швейцария, г. Сьон                                                     |
| 09.2022- по настоящее время    | профессор Швейцарской школы прикладных наук по экономике и менеджменту, Швейцария, г. Сьон                                                     |
| 09.2022 — по настоящее время   | советник министра науки и высшего образования Республики Казахстан                                                                             |

## Звания, награды
- нагрудный знак «Почетный работник образования Республики Казахстан» (2006 г.)
- нагрудный знак «Ы. Алтынсарин» за значительные успехи в деле обучения и воспитания подрастающего поколения (2008 г.)
- Благодарственное письмо Президент РК Н. А. Назарбаева (2011 г., 2012 г.)
- Юбилейная медаль «20 лет Независимости Республики Казахстан» (2011 г.)
- Администрация Президента Республики Казахстан — Нагрудный знак «За безупречную работу» (2015 г.)
- Юбилейная медаль «25 лет Независимости Республики Казахстан» (2016 г.)

## Направления научной деятельности
- Учёный-регионовед, внес значительный вклад в развитие региональной истории
- Автор более 80 научных исследований
- Подготовил 1 доктора и 7 кандидатов наук
- Руководитель ряда международных, республиканских, региональных проектов в сфере образования, идеологии и социальной политики